# Аминодигидрофталазиндион натрия
Аминодигидрофталазиндион натрия (торговое название — «Галавит»), 5-амино-1,2,3,4-тетрагидрофталазин-1,4-диона натриевая соль – синтетическое низкомолекулярное лекарственное средство. Представляет собой натриевую соль люминола. Согласно заявлениям производителей, обладает иммуномодулирующей и противовоспалительной активностью.
Препарат не имеет доказательств эффективности, в международных научных журналах о нём нет публикаций.

## История
В начале 1980-х в одной из лабораторий Кабардино-Балкарского университета в экспериментах в результате ошибки лаборантки на кроликах у тринитрофталиевой кислоты был обнаружен эффект повышения иммунитета у испытуемых животных. Эффект затем подтвердили в Московской медицинской академии имени Сеченова. Из-за проблем с финансированием исследования свернули.
В 1995 году профессор Муса Абидов получил финансирование от одного из коммерческих банков и возобновил исследования.
Лекарственный препарат под названием «Галавит» (пер. с лат.: глобальная жизнь) был впервые зарегистрирован в 1997 году для лечения воспалительных заболеваний желудочно-кишечного тракта. В 1999 г. на фармпредприятии «Беловитамины» в г. Белгороде началось его производство.

## Физические свойства
Кристаллический порошок белого или белого с желтоватым оттенком цвета.

## Фармакологические свойства

### Фармакокинетика
Согласно инструкции к препарату, период его полувыведения при внутримышечном введении составляет 30−40 минут и выводится он из организма преимущественно с мочой. При подъязычном применении период полувыведения — 30 минут.

### Фармакодинамика
В инструкции к препарату утверждается, что он на 6−8 часов ингибирует избыточный синтез провоспалительных цитокинов и активных форм кислорода и, таким образом, нормализует функциональное состояние макрофагов, а также стимулирует бактерицидную активность нейтрофильных гранулоцитов. В инструкции также говорится, что он «воздействует на функционально-метаболическую активность фагоцитарных клеток», «нормализует антителообразование» и «опосредованно стимулирует выработку эндогенных интерферонов».

## Эффективность и безопасность
Анализ информации, представленной в базах данных PubMed, Cochrane и UpToDate на 2017 год, показал, что научные исследования эффективности препарата при лечении и профилактике простуды отсутствуют.

## Показания к применению
У взрослых и подростков старше 12 лет в качестве иммуномодулирующего и противовоспалительного средства в комплексной терапии заболеваний респираторной системы, воспалительных заболеваний слизистой оболочки полости рта и горла, хронических рецидивирующих заболеваний, вызванных вирусом герпеса, а также снижения физической работоспособности.

## Противопоказания
Возраст до 12 лет, беременность, кормление грудью, непереносимость галактозы, фруктозы, дефицит лактазы или глюкозо-галактозная мальабсорбция, индивидуальная непереносимость.

## Побочные действия
Нарушения со стороны иммунной системы: редко — аллергические реакции.

## Документы
- Миронова, А. А. Инструкция по медицинскому применению лекарственного препарата Галавит® : Р N000088/02-280621 : [арх. 20 сентября 2021] / ООО «Сэлвим». — Министерство здравоохранения и социального развития Российской Федерации, 2021. — 28 июня. — 7 с.
- Реестровая запись Р N000088/01. Галавит®. Государственный реестр лекарственных средств. Минздрав РФ (21 июня 2010).
- Регистрационное удостоверение Р N000088/02. Галавит®. Государственный реестр лекарственных средств. Минздрав РФ (2 июня 2010).